# Dana S. Eliott
Dana S. Eliott ist ein deutsches Autorenduo. Bekanntheit erlangten sie durch ihre belletristische Kassenschlager der „Taberna Libraria“ Serie in der Verlagsgruppe Droemer Knaur.

## Historie
Die Autorinnen Sandra Dageroth und Diana Kruhl aus Ostwestfalen publizieren ihre Belletristik unter dem Sammelpseudonym Dana S. Eliott. Sie lernten einander 1996 kennen. Vor ihrer Veröffentlichung von „Taberna Libraria“ im Droemer Knaur Verlag, schrieben sie bereits gemeinsam Bücher der Fantastik für den Eigenbedarf.

## Taberna Libraria

### Lateinische Bedeutung der Überschrift
Taberna Libraria bedeutet direkt übersetzt „Buchladen“. „Taberna“ ist ein Substantiv der A-Deklination und steht im Nominativ Singular femininum; es bedeutet „Laden“. „Libraria“ ist ein Adjektiv der A-/O-Deklination und steht ebenfalls im Nominativ Singular femininum. Die Grundform ist „librarius,-a,-um“ und bedeutet „Buch-“.

### Handlung
Silvana und Corrie eröffnen eine Buchhandlung wieder im kleinen Ort Woodmore, Großbritannien. Was sie nicht ahnen: im Keller befindet sich ein Portal zu einer magischen Dimension. Viele der Einwohnerinnen und Einwohner Woodmores stammen aus eben dieser Dimension. Und der Kundschaft verlangt es auch nach Literatur aus der magischen Dimension, auf die sie seit Jahren verzichten mussten. Das Portal führt genau in eine magische Buchhandlung zu einem freundlichen Faun, der Silvanas und Corries Welt mit magischer Literatur versorgt und im Gegenzug Bücher aus deren Welt erhält. Um die Arbeit von Silvana und Corrie zu erleichtern erhalten diese ein Pergament mit allen magischen Büchern und wo sie zu finden sind. Jedoch sind auch dunkle Mächte am magischen Pergament interessiert und es entsteht ein Konflikt zwischen Gut und Böse.

#### Band 1: Die Magische Schriftrolle
Silvana und Corrie kaufen eine Buchhandlung im überschaulichen Örtchen Woodmore. Bald erfahren sie von dem Portal ins Andere Reich, einer Inselwelt mit magischen Geschöpfen. Dank der Verbindung können sie magische Bücher an magische Wesen in Woodmore und menschliche Bücher an die Wesen im Anderen Reich verkaufen.
Im Anderen Reich herrschte einst der böse Zauberer Saranus. Der böse Zauberer Lamassar ist von dessen Geist besetzt. Um ihn zu stoppen, muss der Zauberer Angwil zurück ins Leben gerufen werden. Der hatte seinerseits Saranus besiegt und danach seinen Jüngern fünf Bücher geschenkt, mit deren Hilfe er wieder heraufbeschworen werden kann. Diese fünf Bücher sind in beiden Welten verstreut. Die Guten müssen alle fünf Bücher zusammentragen um das Böse zu besiegen. Das Böse muss dagegen nur eines der Bücher in die Finger bekommen.
Die beiden Freundinnen lösen die Rätsel im ersten Buch Angwils, das vom früheren Besitzer der Buchhandlung gefunden wurde, und finden so das zweite Buch. Allerdings muss es einen Verräter in ihrer Mitte geben, denn Lamassar hat über die Rätsel im zweiten Buch erfahren.

#### Band 2: Das Geheimnis von Pamunar
Mit Hilfe von Freunden in Woodmore lösen sie die Zahlenrätsel im zweiten Buch von Angwil und erhalten den Titel des dritten Buches. Als sie es im Liber Panscriptum nachschlagen, ein Pergament der den Standort von Büchern anzeigt, finden sie heraus, dass das dritte Buch auf der Heimatinsel von Yazeem, ihrem Angestellten und Werwolf, befindet. Mit der Hilfe von einer Portalweberin und einem Käferkompass schaffen es die beiden das dritte Buch in Sicherheit zu bringen.

#### Band 3: Der Schwarze Novize
Die beiden Freundinnen finden den vierten Band von Angwil in Woodmore und kommen somit Lamassar zuvor.

### Hauptakteure
- Silvana und Corrie sind zwei Buchhändlerinnen und Hauptpersonen der Romanreihe.

## Publikationen
- Taberna Libraria – Die Magische Schriftrolle von Dana S. Eliott – Buch von Droemer Knaur. Abgerufen am 24. September 2018.
- Taberna Libraria – Das Geheimnis von Pamunar von Dana S. Eliott – Buch von Droemer Knaur. Abgerufen am 24. September 2018.
- Taberna Libraria – Der Schwarze Novize von Dana S. Eliott – Buch von Droemer Knaur. Abgerufen am 24. September 2018.